# Markus Jäger (Jurist)
Markus Jäger (* 9. Februar 1966 in Nürnberg) ist ein deutscher Jurist. Er ist seit 2006 Richter am Bundesgerichtshof, seit Januar 2023 als Vorsitzender Richter.

## Leben
Nach Abschluss seiner juristischen Ausbildung trat er 1995 in den höheren Justizdienst des Freistaats Bayern ein und war am Landgericht Hof und bei der Staatsanwaltschaft Hof tätig. Von 1999 bis 2002 war er als wissenschaftlicher Mitarbeiter an den Bundesgerichtshof abgeordnet. 2000 wurde er mit der Dissertation „Das staatsanwaltschaftliche Sonderdezernat 'Gewalt gegen Frauen': Erfahrungen aus Strafverfahren wegen sexualbezogener Gewaltkriminalität gegen Frauen; eine empirische Untersuchung bei der Staatsanwaltschaft Nürnberg-Fürth“ an der Universität Erlangen-Nürnberg zum Doktor der Rechte promoviert. Im Januar 2003 übernahm er die Leitung des Referats für materielles Strafrecht, Jugendstrafrecht, Straf- und Maßregelvollstreckung im Sächsischen Staatsministerium der Justiz. Im folgenden Jahr wurde er vom Regierungsdirektor zum Ministerialrat befördert.
Anfang 2005 ging er zum Generalbundesanwalt beim Bundesgerichtshof und arbeitete zunächst als wissenschaftlicher Mitarbeiter in der Abteilung für Revisionsstrafsachen in der Dienststelle Leipzig, die dem 5. Strafsenat des Bundesgerichtshofes angegliedert ist. Im April 2006 wurde er zum Staatsanwalt beim Bundesgerichtshof ernannt. Nur einen Monat später wurde Jäger zum Richter am Bundesgerichtshof gewählt und im August 2006 dem 5. Strafsenat zugeteilt. Am 1. August 2008 wechselte er in den 1. Strafsenat. Er gehört zudem dem Senat für Steuerberater- und Steuerbevollmächtigtensachen und dem Senat für Wirtschaftsprüfersachen an.
Jäger hat sich vor allem auf dem Gebiet des Steuerstrafrechts durch zahlreiche Publikationen hervorgetan. Gemeinsam mit seinem Richterkollegen Jürgen-Peter Graf und der Strafrechtsprofessorin Petra Wittig hat er 2011 im Verlag C. H. Beck einen Kommentar zum Wirtschafts- und Steuerstrafrecht herausgegeben. Er ist zudem Mitherausgeber der Neuen Zeitschrift für Strafrecht und der Zeitschrift für Wirtschafts- und Steuerstrafrecht. Des Weiteren wurde er von der TU Dresden und von der Universität Leipzig jeweils zum Honorarprofessor bestellt.
Im Juni 2020 wurde er zum Richter des Verfassungsgerichtshofs Sachsen gewählt. Am 13. Januar 2023 wurde er zum Vorsitzenden Richter am Bundesgerichtshof ernannt und leitet den 1. Strafsenat.